# Llista de castells de Lituània
La llista de castells de Lituània és una llista no exhaustiva d'aquesta mena de construccions. La majoria dels primers castells de Lituània eren fets de fusta i no han sobreviscut fins a l'actualitat. Tots els castells que queden són datats a partir del segle xiii i han estat construïts amb pedra i totxo.

## Llista de castells i castells en ruïnes de Lituània
| Imatge                            | Nom                               | Data de construcció | Localització   | Estat actual            |
| --------------------------------- | --------------------------------- | ------------------- | -------------- | ----------------------- |
|                                   | Castell de Baltadvaris            | segle xvi           | Baltadvaris    | En ruïnes               |
| Castell de Biržai                 | Castell de Biržai                 | 1586                | Biržai         | Reconstruït parcialment |
| Castell de Dubingiai              | Castell de Dubingiai              | 1412-1413           | Dubingiai      | En ruïnes               |
| Castell d'Eišiškės                | Castell d'Eišiškės                | segle XV            | Eišiškės       | En ruïnes               |
| Castell de Kaunas                 | Castell de Kaunas                 | segle xiv           | Kaunas         | Reconstruït parcialment |
| Castell de Klaipėda               | Castell de Klaipėda               | segle xiii          | Klaipėda       | En ruïnes               |
| Castell de Medininkai             | Castell de Medininkai             | segles xiii - xiv   | Medininkai     | Reconstruït parcialment |
| Castell de Norviliškės            | Castell de Norviliškės            | segle xvi           | Norviliškės    | Reconstruït             |
| Castell de Panemunė               | Castell de Panemunė               | segle xvii          | Vytėnai        |                         |
| Castell de Raudondvaris           | Castell de Raudondvaris           | segle xvii          | Raudondvaris   |                         |
| Castell de Raudonė                | Castell de Raudonė                | segle xvi           | Raudonė        |                         |
| Castell de Rokantiškės            | Castell de Rokantiškės            | segle xvi           | Naujoji Vilnia | En ruïnes               |
| Castell de Siesikai               | Castell de Siesikai               | segle xvi           | Siesikai       | Reconstruït             |
| Castell de Senieji Trakai         | Castell de Senieji Trakai         | segle xiv           | Senieji Trakai | En ruïnes               |
| Castell de l'illa de Trakai       | Castell de l'illa de Trakai       | segle xiv           | Trakai         | Reconstruït             |
| Castell de la península de Trakai | Castell de la península de Trakai | segle xiv           | Trakai         | Reconstruït parcialment |
| Torre de Gediminas                | Torre de Gediminas                | segle xiv           | Vílnius        | Reconstruït parcialment |